# سرطانة زهمية
السرطانة الزهمية أو السرطانة الدهنية أو الورم الغدي الزهمي (بالإنجليزية: Sebaceous carcinoma)‏ هي ورم جلدي خبيث (سرطاني) غير مألوف وعدواني. طول معظمها عادة حوالي 10 ملم. يُعتقد أن هذا الورم ينشأ من الغدد الدهنية في الجلد، وبالتالي قد ينشأ في أي مكان من الجسم تتواجد فيه هذه الغدد. ولأن المنطقة المحيطة بالعين غنية بهذا النوع من الغدد، فإن هذه المنطقة عادة ما ينشأ فيها هذا الورم. سبب هذه الآفة غير معروف في الغالبية العظمى من الحالات، وفي بعض الأحيان قد تكون الحالة مرتبطة «بمتلازمة موير-توري» (بالإنجليزية: Muir–Torre syndrome)‏.
هذا النوع من السرطان عادة ما يحدث فيه سوء التشخيص بسبب ارتفاع معدل الإنبثاث (بالإنجليزية: metastasis)‏.

## الفيزيولوجيا المرضية
- خلية المصدر الأصلية عادة غير معروفة.
- سرطان الغدة الدهنية يشبه بجلاء الغدد الدهنية العادية ويُعتقد أنه تنشأ عنها.

## التشكّل
تميل السرطانة الزهمية «المتمايزة» و«الجيدة التمايز» إلى تشكيل فجوات داخل سيتوبلازم الخلايا السرطانية،  وأنسجتها قد تحاكي سرطان الخلايا القاعدية.

## العلاج
هذا النوع من السرطان عادة ما يتم إدارته بالإستئصال، العلاج بالتبريد، العلاج الكيميائي الموضعي، والعلاج الإشعاعي. ثبت أن العلاج المتعدد الوسائط يحسِّن كل من التشخيص البصري وبقاء المريض على قيد الحياة.
أصبحت «جراحة موس» (بالإنجليزية: Mohs surgery)‏ الاختيار الأمثل لعلاج هذا النوع من السرطان.
عند استخدام «جراحة موس» كطريقة العلاج الأساسية للسرطانة الزهمية في الجفن، فإنه وُجد أن «جراحة موس» أظهرت انخفاض ملحوظ في معدلات تكرار المرض.